# Kolej wąskotorowa w Toruniu
Kolej wąskotorowa w Toruniu – poligonowa kolej wąskotorowa, która niegdyś istniała w Toruniu i okolicznych miejscowościach, będących obecnie częściami urzędowymi Torunia.

## Historia

### Kolejka poligonowa

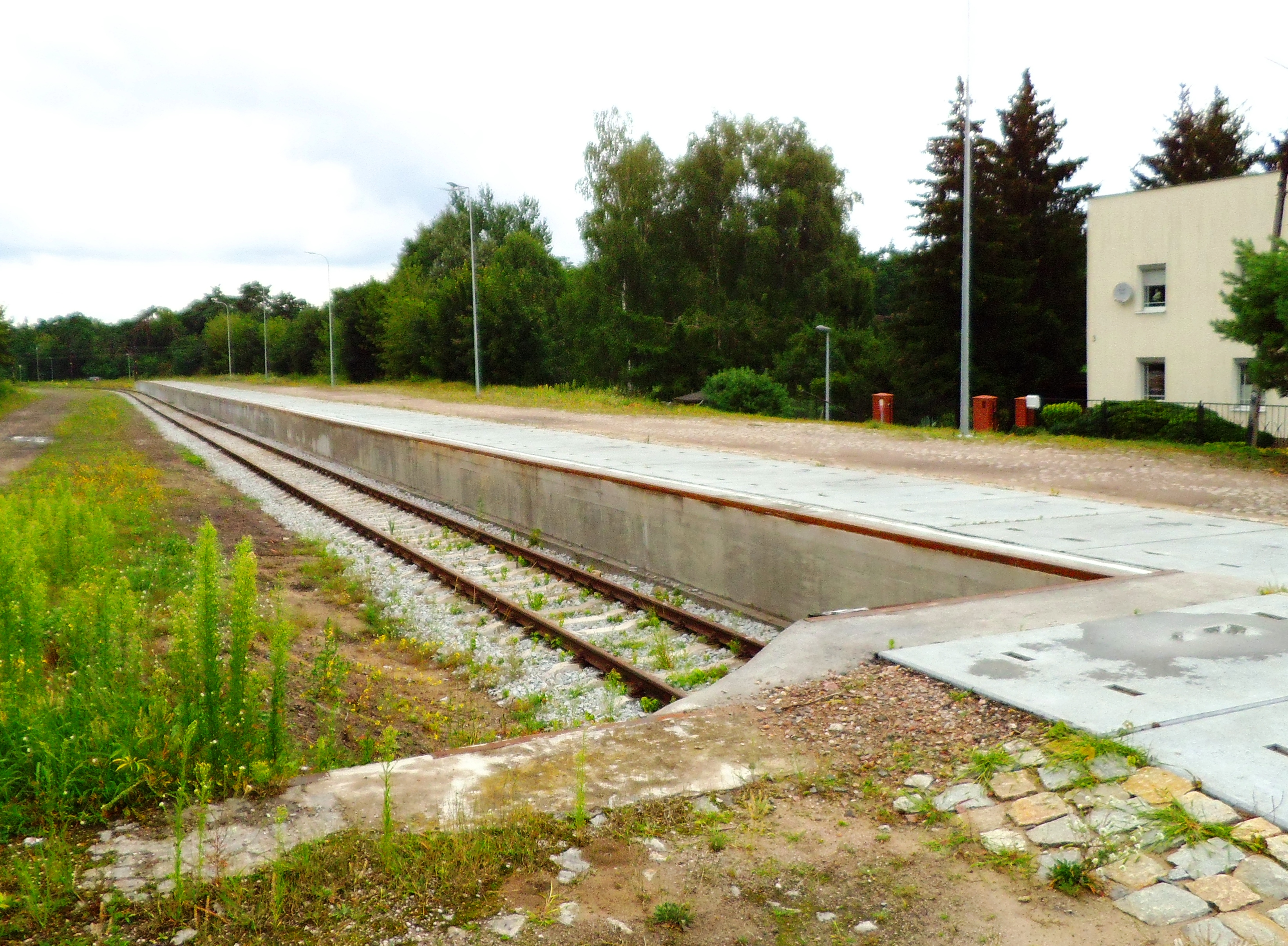
Rampa przeładunkowa przy ul. Podgórskiej, widok współczesny

Pod koniec XIX wieku władze pruskie podjęły decyzję o rozbudowie toruńskiego poligonu m.in. o konną kolej wąskotorową o rozstawie szyn 600 mm. Pierwszą kolejkę o długości 30 km i prześwicie torów 600 mm oddano do użytku dnia 31 lipca 1894 roku. W 1901 roku kolej rozbudowano i przekształcono w parową. Konne zaprzęgi zastąpił parowóz. Zastosowano wówczas pięciometrowe, cięższe przęsła torowe oraz wykonano prace ziemne w celu wypoziomowania torów. Po rozbudowie kolejka mierzyła 32,2 km długości. Tory służyły do transport żołnierzy oraz materiałów. Kolejka dzieliła się na trzy części: owalną o obwodzie 22,1 km, linię średnicową o długości 7,4 km i odnogę o długości 2,3 km, prowadzącą do góry Hagenberg. W jej skład wychodziła również bocznica, warsztaty i pięć mijanek. Stacja początkowa mieściła się w pobliżu koszar w Podgórzu, gdzie mieściła się parowozownia i warsztaty. Ze względu na mały rozstaw szyn i wysoki środek ciężkości dochodziło do częstych wywrotek. 13 maja 1902 roku w wyniku wykolejenia kolejki zginął jeden żołnierz, a 29 odniosło rany. Kolejkę była modernizowana w latach 1903 i 1906.
Do wybuchu I wojny światowej na jej wyposażeniu znajdowało się 14 parowozów. Po 1915 roku rozebrano większość torów. Prawdopodobnie podczas I wojny światowej zachowano połączenie między Podgórzem a Dworcem Głównym, umożliwiające transport materiałów. Po I wojnie światowej z infrastruktury korzystało Wojsko Polskie.
Kolejka przechodziła przez Glinki, podczas II wojny światowej była używana do przewiezienia materiałów pod budowę Stalagu 312/XX C. Kolejkę zdemontowano na początku lat 70. XX wieku. W 2017 roku Fundacja Pamięć podczas poszukiwania grobów ofiar obozu jenieckiego odnalazła na Glinkach fragmenty kolejki.

### Kolejka Twierdzy Toruń
Po wkroczeniu wojsk rosyjskich na teren Prus Wschodnich w sierpniu 1914 roku w Toruniu rozpoczęto dozbrajanie armii mającej bronić Twierdzy. Demontowane przęsła torów kolejki poligonowej wykorzystano do budowy drogi kolejowej łączącej Toruń Główny ze stacjami Toruń Mokre (obecnie: Toruń Wschodni) i Toruń Północny. Z Torunia Głównego tory skierowano na zachód, skąd przez prowizoryczny drewniany most kierowały się do poszczególnych fortów na zachód od Torunia, kończąc trasę na dworcach Toruń Północny lub Toruń Mokre.

### Kolejka Toruń Mokre – Lubicz – Lipno - Sierpc – Raciąż
W 1914 roku, krótko przed wybuchem I wojny światowej, niemieckie wojska kolejowe wybudowały kolejkę wąskotorową, wzdłuż drogi kołowej wiodącej z Torunia Mokrego do Lubicza. Po zakończeniu budowy Niemcy zaczęli gromadzić sprzęt i materiały do budowy kolejki na trasie Lubicz – Raciąż. Budowę rozpoczęto po wybuchu wojny. Tory kładziono na istniejącej drodze kołowej. 8 kwietnia 1915 roku kolejka dotarła do Sierpca, a 1 maja do Raciąża. Po ukończeniu budowy trasa liczyła 120 km długości.
Linia dzieliła się na cztery odcinki:
- Toruń Mokre – Lubicz (12 km)
- Lubicz – Lipno (38 km)
- Lipno – Sierpc (37 km)
- Sierpc – Raciąż (33 km).

Cywilny ruch pasażerski został dopuszczony po odsunięciu się linii frontu na wschód. Trasę z Torunia Mokrego do Lubicza rozebrano w 1916 roku.

### Plany
W gazecie Thorner Presse z 1894 roku zaplanowano budowę miejskiej kolejki wąskotorowej w prawobrzeżnym Toruniu. Plany te nie zostały nigdy zrealizowane.